# Bill Hader
William Thomas Hader Jr., dit Bill Hader, est un acteur, scénariste et producteur de cinéma américain, né le 7 juin 1978 à Tulsa (Oklahoma).

## Biographie
Bill Hader est né le 7 juin 1978, à Tulsa, Oklahoma. Il a des racines allemandes, danoises, irlandaises et anglaises, et son nom de famille vient d'Allemagne.
Son père, William Thomas Hader, était propriétaire d'une entreprise de transport aérien et travaillait comme directeur de restaurant, chauffeur de camion et comédien occasionnel de stand-up et sa mère, Sherri Renee (née Patton), était professeur de danse. Il a deux sœurs plus jeunes, Katie et Kara.
Il avait «du mal à se concentrer sur les cours» et il «plaisantait toujours». Bien qu'il ne soit pas détesté par ses camarades de classe, il sentait qu'il ne s'intégrait jamais vraiment et remplissait son temps à regarder des films et à lire.
Il appréciait Monty Python, la comédie britannique et les films de Mel Brooks et Woody Allen, dont beaucoup lui ont été présentés par l'intermédiaire de son père. Il a fait des courts métrages avec des amis et a joué dans une production scolaire de La Ménagerie de verre.

### Vie privée
En 2006, il  a épousé la scénariste, productrice et réalisatrice américaine, Maggie Carey, qu'il fréquentait depuis un an. Ils ont eu trois filles : Hannah (née le 6 octobre 2009), Harper (née le 28 juillet 2012) et Hayley (née le 15 novembre 2014). Le couple s'est séparé en début d'année 2017, et ils ont officiellement entamé une procédure de divorce en décembre 2017. Leur divorce a été prononcé le 23 juin 2018.
Début janvier 2020, il officialise son couple avec l'actrice américaine, Rachel Bilson, lors des Golden Globes Awards mais ils se séparent quelques mois plus tard.
En 2019, l'acteur avoue souffrir d'anxiété et s'ouvre sur le sujet dans une vidéo pour les plus jeunes avec le hashtag #MyYoungerSelf.
En juin 2022, il se sépare de l'actrice et réalisatrice Anna Kendrick après deux ans de relation.
Il est désormais en couple avec l'actrice Ali Wong.

## Carrière
C'est grâce à sa participation dans l'émission humoristique Saturday Night Live, dans laquelle il officie depuis 2005, qu'il se fait remarquer.
Ses véritables débuts au cinéma se font l'année suivante avec Toi et moi... et Dupree, puis rencontre Judd Apatow, dont il deviendra l'un des collaborateurs les plus fidèles : Apatow le dirige dans un de ses longs métrages (En cloque, mode d'emploi), et le fait apparaître dans quatre des films qu'il produit, dont SuperGrave (2007), Sans Sarah, rien ne va ! et Délire Express (2008).
De 2008 à 2009, il joue dans plusieurs films : Tonnerre sous les tropiques, incarnant l'assistant de Tom Cruise, La Nuit au musée 2, où il est le général Custer, un shaman dans L'An 1 : Des débuts difficiles (Year One) et l'assistant directeur dans Adventureland : Un job d'été à éviter, tout en prêtant sa voix à l'un des personnages de L'Âge de glace 3 : Le Temps des dinosaures et le personnage principal du film Tempête de boulettes géantes.
Le 14 mai 2013, Bill Hader annonça son départ du Saturday Night Live après huit ans d'activité. Il y reviendra faire des apparitions avec ses anciens compagnons Andy Samberg, Kristen Wiig ou Fred Armisen.
Il apparait depuis 2012 aux côtés de son amie Mindy Kaling dans la série The Mindy Project diffusée sur la Fox.
En 2014, il tourne le film The Skeleton Twins, avec son amie du Saturday Night Live Kristen Wiig. Le film est adoubé par la critique et sur les réseaux sociaux, et remporte le Screenwriting Award au Festival du film de Sundance dans la catégorie des films dramatiques américains. La prestation de Hader est fortement appréciée.
En 2015, il tourne dans un clip humoristique d'Apple pour promouvoir la conférence WWDC, il joue le rôle de "David LeGary", directeur de la WWDC, et met alors en scène un show musical en parodiant le film américain Birdman.
En 2017, il interprète Alpha 5 dans le film Power Rangers.
Depuis 2018, il interprète le rôle éponyme de Barry, série qu'il a créée avec Alec Berg. La quatrième et dernière saison de la série est diffusée au printemps 2022 sur HBO. Pour sa performance, Bill Hadder a remporté deux fois de suite le Primetime Emmy Award du meilleur acteur dans une série comique.

## Filmographie

### Cinéma

#### Longs métrages
- 2006 : Toi et moi... et Dupree (You, Me and Dupree) d'Anthony et Joe Russo : Mark
- 2006 : En cloque, mode d'emploi (Knocked Up) de Judd Apatow : Brent
- 2006 : Doogal de Jean Duval, Dave Borthwick et Frank Passingham : Soldat Sam (voix)
- 2007 : Hot Rod d'Akiva Schaffer : Dave
- 2007 : SuperGrave (Superbad) de Greg Mottola : Officier Slater
- 2007 : Les Frères Solomon (The Brothers Solomon) de Bob Odenkirk : Biker
- 2008 : Délire Express (Pineapple Express) de David Gordon Green : Le soldat Miller
- 2008 : Tonnerre sous les tropiques (Tropic Thunder) de Ben Stiller : Rob Slolom, l'assistant de Les Grossman
- 2008 : Sans Sarah, rien ne va ! (Forgetting Sarah Marshall) de Nick Stoller : Brian Bretter
- 2009 : Adventureland : Un job d'été à éviter de Greg Mottola : Bobby
- 2009 : La Nuit au musée 2 (Night at the Museum: Battle of the Smithsonian) de Shawn Levy : Général Custer
- 2009 : L'An 1 : Des débuts difficiles (Year One) de Harold Ramis : Le Shaman
- 2009 : L'Âge de glace 3 : Le Temps des dinosaures (Ice Age 3: Dawn of the Dinosaurs) de Carlos Saldanha : La gazelle (voix)
- 2010 : Scott Pilgrim (Scott Pilgrim vs. the World) d'Edgar Wright : Le narrateur (voix)
- 2011 : Paul de Greg Mottola : Haggard
- 2012 : Men in Black 3 de Barry Sonnenfeld : Andy Warhol / Agent W
- 2013 : Monstres Academy (Monsters University) de Dan Scanlon : Slug / l'arbitre (voix)
- 2013 : Turbo de David Soren : Guy Gagné (voix)
- 2013 : The Sex List (The To-Do List) de Maggie Carey : Willy Mclean
- 2014 : The Skeleton Twins de Craig Johnson : Milo
- 2015 : Vice Versa (Inside Out) de Pete Docter : Peur (voix)
- 2015 : Crazy Amy (Trainweck) de Judd Apatow : Dr Aaron Conners
- 2016 : Le Bon Gros Géant (The BFG) de Steven Spielberg : Un géant
- 2016 : Angry Birds, le film (The Angry Birds Movie) de Clay Kaytis et Fergal Reilly : Leonard (voix)
- 2016 : Sausage Party de Conrad Vernon : Firewater / El Guaco (voix)
- 2017 : Power Rangers de Dean Israelite : Alpha 5
- 2019 : Ça : Chapitre 2 (It: Chapter Two) d'Andrés Muschietti : Richie Tozier
- 2019 : Noëlle (Noelle) de Marc Lawrence : Nick Claus
- 2019 : Angry Birds, Copains comme cochons (The Angry Birds Movie 2) : Leonard (voix)
- 2019 : Toy Story 4 de Josh Cooley : Axel, le forain (voix)
- 2021 : La Famille Addams 2 : Une virée d'enfer (The Addams Family 2) de Greg Tiernan et Conrad Vernon : Cyrus Strange (voix)
- 2022 : Buzz l'Éclair (Lightyear) d’Angus MacLane : Cadet Featheringhamstan (voix)
- 2023 : Beau Is Afraid d’Ari Aster : le livreur UPS (voix, caméo)
- 2024 : Blue et Compagnie (IF) de John Krasinski : Banane (voix)

#### Courts métrages
- 2004 : Sounds Good to Me: Remastering the Sting de Nicholas Jasenovec : Barnaby G. Price (voix)
- 2005 : Hallway de Justin Smith : Le réceptionniste
- 2005 : Jenny Clone de Maggie Carey : Le père
- 2006 : The Pity Card de Bob Odenkirk : Dick

### Télévision

#### Séries télévisées
- 2005 : Punk'd : Stars piégées (Punk'd) : Un agent
- 2005 - 2014 / 2018 : Saturday Night Live : Plusieurs personnages
- 2008 : Human Giant : Little Kevin
- 2008 : The Line : Josh
- 2009 : Xavier: Renegade Angel : Pavlov / Le prêtre (voix)
- 2009 - 2010 : Aqua Teen Hunger Force : Hitler / Pod (voix)
- 2010 : 30 Rock : Kevin
- 2010 : Ugly Americans : William Dyer (voix)
- 2010 - 2013 : The Venture Bros. : Phineas Phage / Professeur Impossible / Un alien (voix)
- 2011 - 2015 : South Park : Un journaliste / Un agent fédéral / Un fermier / Ike Broflovski / Steve / Alec Baldwin (voix)
- 2012 : NTSF:SD:SUV : Tad McMilrthy
- 2012 / 2014 : The Mindy Project : Tom McDougall
- 2012 / 2014 / 2020 : Bob's Burgers : Mickey / Big Bob Belecher (voix)
- 2013 : Portlandia : Birdman
- 2013 : The Office : Lui-même
- 2013 : Drunk History : John Pemberton
- 2013 - 2015 : The Awesomes : Dr Malocchio (voix)
- 2013 / 2018 : Les Simpson (The Simpsons) : Slava / Manacek (voix)
- 2014 - 2015 : Randy Cunningham, le ninja (Randy Cunningham: 9th Grade Ninja) : Whoopee / Dr Sam (voix)
- 2015 : Brooklyn Nine-Nine : Capitaine Seth Dozerman
- 2015 : Inside Amy Schumer : Cliffley Bennett / Doug
- 2015 : Man Seeking Woman : Adolf Hitler
- 2016 : Silicon Valley : Pipey (voix)
- 2018 - 2023 : Barry : Barry Berkman / Barry Block
- 2019 : Dark Crystal : Le Temps de la résistance (The Dark Crystal: Age of Resistance) : Le vagabond (voix)
- 2021 : M.O.D.O.K. : David Alan Angar / Angar / Samuel Sterns / Le leader / Drake Shannon / Orb  (voix)
- 2021 : Adventure Time : Le Pays Magique (Adventure Time: Distant Lands) : Bufo (voix)
- 2021 : Larry et son nombril (Curb Your Enthusiasm) : Igor / Gregor / Timor
- 2022 : Toast of Tinseltown : Dwight Difference

### Jeu vidéo
- 2008 : Grand Theft Auto IV : Wilson Taylor Sr. (voix)

### Producteur
- 2005 : Jenny Clone (court métrage)
- 2009 - 2017 : South Park (47 épisodes)
- 2013 : The Sex List (The To-Do List) de Maggie Carey
- 2015 - 2022 : Documentary Now! (27 épisodes)
- 2018 - 2023 : Barry (32 épisodes)

### Scénariste
- 2004 : Sounds Good to Me: Remastering the Sting
- 2006 - 2008 : Saturday Night Live (4 épisodes)
- 2008 : The Line (7 épisodes)
- 2015 - 2022 : Documentary Now! (27 épisodes)
- 2018 - 2023 : Barry (32 épisodes)

## Distinctions

### Récompenses
- Emmy Awards 2018 : Meilleur acteur pour Barry
- Emmy Awards 2019 : Meilleur acteur pour Barry

### Nominations
- Golden Globes 2020 : Meilleur acteur dans une série musicale ou comique pour Barry
- Golden Globes 2023 : Meilleur acteur dans une série musicale ou comique pour Barry
- Golden Globes 2024 : Meilleur acteur dans une série musicale ou comique pour Barry

## Voix francophones
En version française, Bill Hader n'a pas de voix régulière. Il est notamment doublé dans un premier temps par Fabrice Josso dans Sans Sarah, rien ne va !, Paul et Crazy Amy ainsi que par Lionel Tua dans SuperGrave et Délire Express. À titre exceptionnel, il est doublé par Cédric Dumond dans Toi et moi... et Dupree, Sébastien Finck dans En cloque, mode d'emploi, Alexis Victor dans Tonnerre sous les tropiques, Cédric Chevalme dans La Nuit au musée 2 et Pierre-François Pistorio dans Men in Black 3. Par la suite, Stéphane Ronchewski le double dans The Mindy Project, Brooklyn Nine-Nine et Noelle tandis que Emmanuel Garijo est sa voix dans Barry et Ça : Chapitre 2.